# Baie Saint Laurent
Le baie Saint Laurent (en russe : Залив Лаврентия ; Zaliv Lavrentiya) est une baie située à l'est de la péninsule Tchouktche (Sibérie extrême orientale). La baie est bordée par les eaux du détroit de Béring. Elle est délimitée au nord par le cap Nunyamo et au sud par le cap Kriguygun. La ville portuaire de Lavrentia se situe dans la baie Saint Laurent.

## Géographie
La baie Saint Laurent est une baie à l'est de la péninsule Tchouktche.
La baie ouvre sur les eaux du détroit de Béring. Elle s'étend entre le cap Nunyamo au nord et le cap Kriguygun au sud.

## Environnement
Le climat au sein de la baie est une toundra polaire.
Les côtes de la baie sont constituées de petites falaises et de collines. Le sol est argileux. Certaines zones de dépression sont remplies par des tourbières. La végétation de cette zone est humide, composée principalement d'herbe et de mousses.
La profondeur des eaux situe entre 24 et 62 mètres sur la majorité de la superficie de la baie. Au niveau de l'entrée dans la baie, cette profondeur diminue pour atteindre environ 13,5 mètres.